# Pavillon (maison)
Pour les articles homonymes, voir Pavillon et Pavillon (architecture).

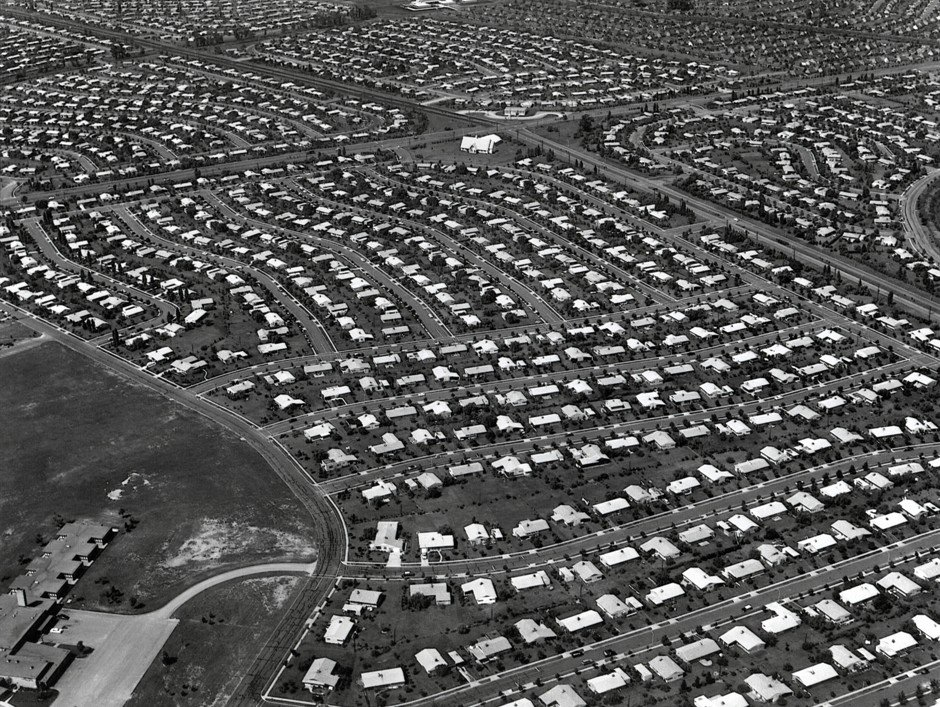
Exemple typique de zone pavillonnaire, à forte empreinte écologique et contribuant le plus à l'étalement urbain, source d'une grande dépendance à l'automobile ; ici à Levittown (Pennsylvanie) vers 1959, à 130 km à l'ouest de Manhattan (New York).

Le pavillon désigne une maison individuelle, entourée d'un jardin, construite en périphérie des villes.
L'architecture pavillonnaire a pris une autre dimension avec la production presque industrielle de villas de banlieues, notamment en Amérique du Nord où ce modèle a été fortement promu par l'American way of life et le rêve américain de la propriété privée unifamiliale, non-mitoyenne.
Une tendance récente, née aux États-Unis se manifeste dans l'achat de dizaines de milliers de maisons par des méga-propriétaires qui les mettent ensuite en location (avec des niveaux de loyers et frais annexes plus élevés qu'auparavant).

## Étymologie
Le terme pavillon viendrait du vieux français paveillun (XIIe siècle), et du latin papilio (papillon). On désignait ainsi la tente du seigneur en campagne. L'analogie avec l'insecte viendrait de l'aspect somptueux des tentes médiévales. D'où la notion d'une structure légère mais plaisante érigée sur un espace ouvert et à vocation secondaire.
Par souvenir du sens premier, plus modeste (pavillon de chasse par exemple), ou par flatterie, en France (non usité en Belgique), le terme dérive au XXe siècle pour désigner de petites maisons quatre-façades, de dimensions modestes et souvent répétitives dans leurs modèles issus de l'architecture hygièniste de l'Habitation à bon marché ou du système de l'accession à la propriété en France troisième quart du XXe siècle par la loi Albin Chalandon. Il existe des villages de pavillons-témoins qui présentent des modèles types (Domexpo en région parisienne, Homexpo à Bordeaux...)

## Histoire
Le pavillonnaire débute à l’ère industrielle avec le développement des cités ouvrières souvent sous la forme de petites maisons mitoyennes avec une densité relativement importante autour de trente logements par hectare. Si au XIXe siècle le pavillonnaire reste limité, des réglementations se développent entre 1890 et 1930 favorisant l’essor de l’habitation individuelle en France, avec par exemple la loi Ribot du 18 avril 1908 qui permet des prêts à taux réduit aux particuliers, mais également à la suite d'une réforme en 1922 visant à institutionnaliser une aide de l’État auprès des petits propriétaires fonciers. 
Après la Seconde guerre mondiale, l’effort de l’État se concentre sur l’habitat collectif pendant la reconstruction du pays dans l’urgence de reloger la population. Mais des incitations au développement du pavillonnaire continuent au profit de « grands ensembles horizontaux ». Le pavillonnaire reste dans les années 1950 dans une logique de densification et prend la forme de maisons individuelles mitoyennes avec un jardin à l’arrière, et s’apparente à un petit collectif de barre bien que les maisons soient individuelles. Le phénomène du lotissement apparait dans ces mêmes années avec la vente de lot à un particulier. À partir des années 1970 le pavillonnaire augmente, allant parfois jusqu’à représenter des morceaux entiers de ville déconnectés du centre comme Clairlieu à Villers-lès-Nancy. Le pavillonnaire représente pour la France un rêve à atteindre encore aujourd’hui.
En 2020-2021 aux États-Unis, de nombreux Américains de classe moyenne plutôt riches ont cherché à s'éloigner des villes denses pour une maison plus spacieuse avec jardin dans le contexte de la pandémie qui a encouragé le télétravail et rendu désirables ces pavillons unifamiliaux, ciblés depuis 2012 par les algorithmes de quelques méga-propriétaires tels que Progress Residential ont alors vu leur prix fortement grimper, d'autant que des systèmes de blocage du taux hypothécaire récemment mis en place conduisaient à des taux hypothécaires record ; les pavillons habitables et peu chers se font très rares, en conséquence, selon Redfin la demande de résidences secondaires aux USA est en forte hausse, hausse amplifiée par la pandémie, poussant les prix largement au-dessus du niveau « pré-pandémique » (avant janvier-février 2020), et les loyers des maisons les moins chères battent des records.

## Forme

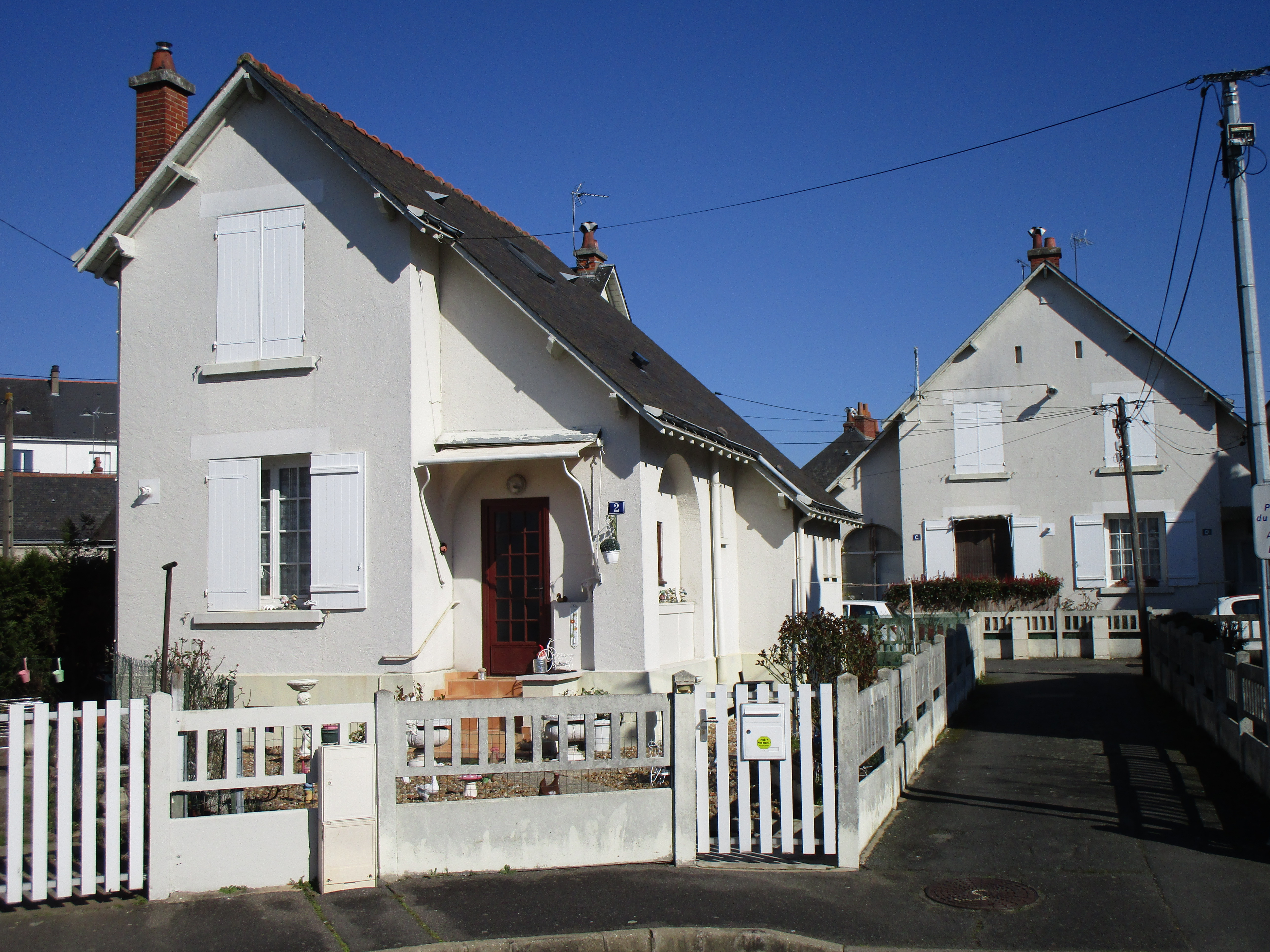
Cité pavillonnaire ouvrière Jolivet à Tours, en France.

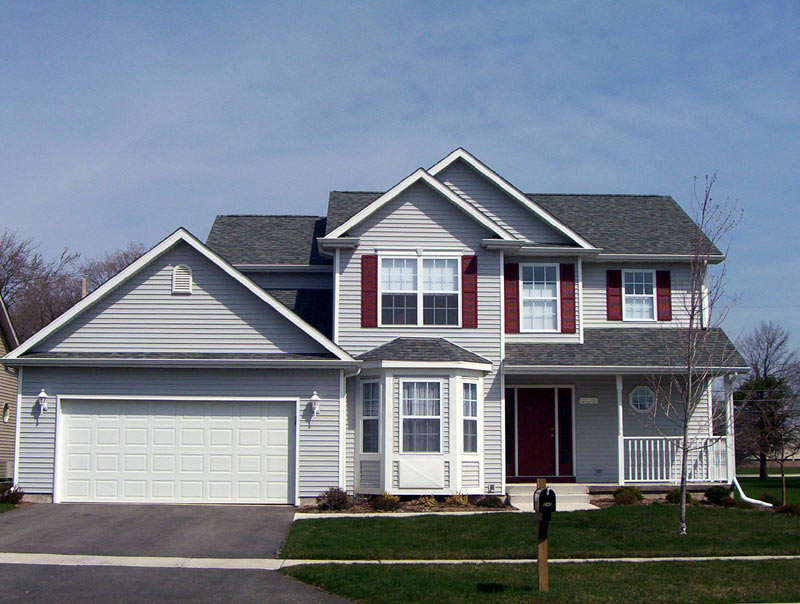
Exemple typique de maison pavillonnaire unifamiliale recherchée par les algorithmes des méga-propriétaires américains de 2012 à au moins 2021 pour être achetée puis louée. Dans un contexte de périurbanisation et de dépendance à l'automobile, le garage y occupe une place croissante

La forme du pavillonnaire se définit selon une pluralité de formes urbaines, mais la forme du pavillonnaire respecte majoritairement une organisation telle que le respect d’un plan orthogonal comme à Drancy ou concentrique comme à Villepinte, particulièrement lorsqu’il s’agit de lotissement pavillonnaire. Le réseau viaire organise souvent le quartier pavillonnaire délimitant le quartier et organisant son plan intérieur.
Une différence existe entre le pavillonnaire diffus qui concerne des constructions indépendantes de maisons individuelles par les particuliers ce qui produit une certaine hétérogénéité, le pavillonnaire en lotissement, et le pavillonnaire groupé, ces deux dernières formes traduisant une certaine homogénéité dans le bâtî. La forme fait l’identité du quartier pavillonnaire, elle va traduire une autonomie du quartier ou au contraire une dépendance vis-à-vis de la ville centre selon la situation des réseaux qui enferment ou ouvrent le quartier pavillonnaire. En France par exemple, les quartiers pavillonnaires sont souvent placés à proximité de gares ce qui leur confère une centralité plus importante au sein même de l'espace et un potentiel de densification plus important qui peut engendrer des évolutions.

## Répartition spatiale
L'habitat pavillonnaire se concentre majoritairement en zones périphériques par rapport au centre-ville. En effet, il s'agit d'un habitat individuel nécessitant un espace vaste qui parait ainsi contradictoire avec la densité des centres-villes. Ces phénomènes s'observent par exemple dans le cas de l’Île-de-France.

### Cas de l'Île-de-France
Un Francilien sur trois habite aujourd’hui un pavillon. De 1968 à 1999, plus de 600 000 maisons individuelles ont été construites soit une multiplication par deux du parc pavillonnaire francilien. Les pavillons constituent actuellement la moitié des résidences principales dans les départements de la grande couronne.  Une part importante des pavillons neufs prend la forme de lotissement avec des maisons homogènes réalisées par des promoteurs immobiliers. Le pavillonnaire traduit en Île-de-France le passage d’une agglomération dense à une ville beaucoup plus étalée.

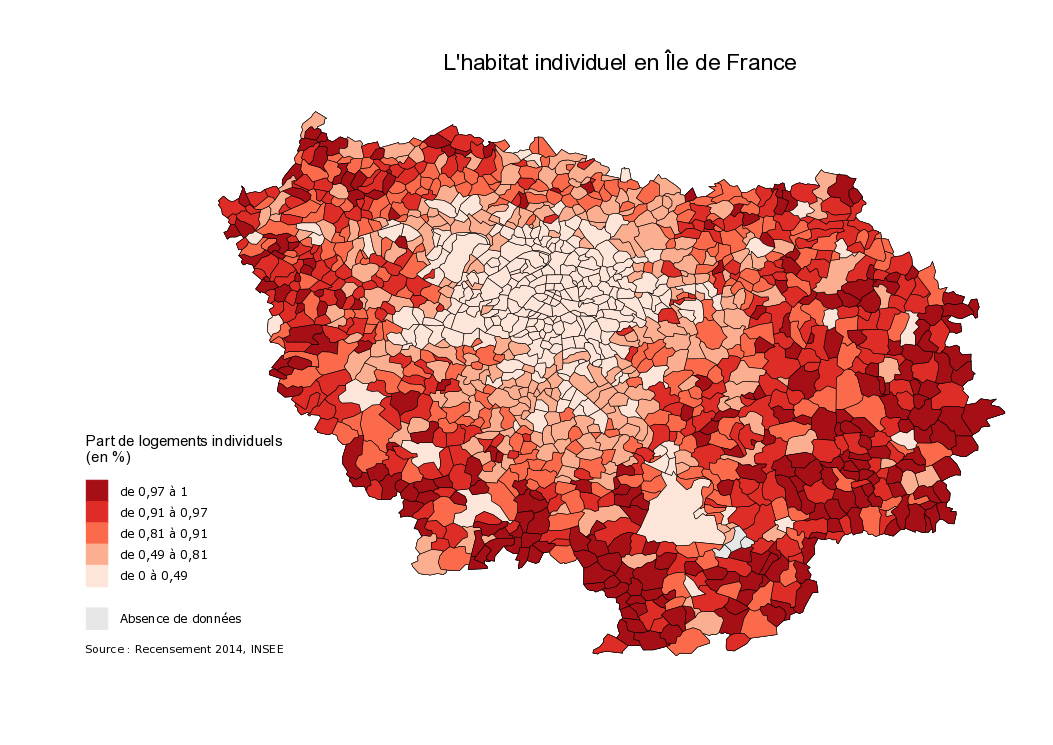
L'habitat individuel est plus concentré en deuxième couronne que dans le centre de Paris

La population se compose majoritairement des classes moyennes notamment, avec les ménages de professions intermédiaires (58 % des ménages de catégorie socio-professionnelle "profession intermédiaire") mais également de cadres (55 % des ménages de CSP cadres) qui quittent Paris intramuros pour réaliser leur rêve pavillonnaire. Les ouvriers sont moins représentés dans le type de logement pavillonnaire, ils sont seulement 36 % dans l’ouest parisien. L’accès au pavillonnaire constitue pour eux une forme de reconnaissance d’une ascension sociale.
L’habitat pavillonnaire francilien a été encouragé par des politiques publiques de programmes de logements, de création de nouveaux espaces publics et de valorisation des espaces ouverts accompagné en plus d’un réseau de transport important qui relie les espaces entre eux. Le coût du foncier moins important qu’en ville favorise également en Île-de-France l’attrait du périurbain. En effet le prix médian pour le foncier dans le quartier des Halles à Paris est de 10 380 €/m2 pour 2 930 €/m2 à Juvisy-sur-Orge dans le département de l’Essonne.
Un lien fort avec la ville existe souvent au sein de ces quartiers pavillonnaires, il est montré par exemple par les migrations pendulaires. En parallèle de ce lien avec la ville, les habitants des zones pavillonnaires développent également des pratiques sociales de proximité et une forte implication locale par le voisinage ou encore dans le tissu associatif du quartier. Une forte appropriation s’effectue ainsi au travers du pavillonnaire avec l’habitat individuel qui devient le « chez-soi » de ses habitants.